# 2015年北京大屯路飙车事故
2015年北京大屯路飙车事故，或北京隧道豪车事故、鸟巢飙车案，是指2015年4月11日晚上21点15分（UTC+8），在中国北京市朝阳区大屯路隧道北沙滩段发生的一起因飙车所发生的事故。由于涉事的跑车均为价格昂贵的超级跑车，且当时临近《速度与激情7》中国大陆首映的时间，因此该事件引起了中国大陆网友的关注。
2015年5月21日，北京市朝阳区人民法院一审判决，被告人于沐椿、唐问天因犯危险驾驶罪，分别被判处4个月及5个月的拘役，并分别处罚金8000元及10000元人民币。

## 事故背景

### 事发路段
此次事故的事发路段为大屯路隧道北沙滩段，位于国家体育场（鸟巢）附近，该路段场地宽阔，照明良好，晚上经过此处的车辆又较少，适合快速行车。在事故发生之前，大屯路隧道经常遭到民众的投诉，称夜间隧道经常有跑车快速穿过，会发出轰鸣声干扰民众。

### 涉事车辆及车主
- 于沐椿：20岁，吉林省长春市人，为一辆所挂牌照为京N**458的红色法拉利跑车的车主，驾龄1年[6]，现就读于北京的一所私立学校，因被判拘役，他将错过2015年高考[7]。但根据交通事故登记表的信息，法拉利实际的牌照号为“京FQ***”，而京N**458牌号登记信息中，车型确实为红色法拉利跑车，但之前有违法纪录未处理[8][9]。其母为张某，曾在东北一家从事石油行业的公司担任副总。于某于2014年3月加入了一个在北京成立的豪车俱乐部[10]。后来被中央人民广播电台中国之声报道，于某就是于沐椿[11]。
- 唐问天：21岁，北京人，为一辆所挂牌照京N****2的绿色兰博基尼跑车的车主，驾龄2年[6]。其家中祖宗三代都是北京血统，家里都是普通人。根据媒体最初的报道，父亲唐首义曾经在部队待过，目前已经转业，也是一名普通的股民。后来被媒体曝光是一名演员，曾出演《51号兵站》。母亲李女士则是一名普通的公司职员。根据李女士的供述，唐问天是一名职业台球选手，他在十多岁的时候就开始接触台球，是赵丰邦的第一个徒弟，也是张凯的徒弟（或丁俊晖和潘晓婷的师弟），他于2008年获得北京市职业八球比赛第四名、全国首届混双九球比赛第四名。2009年4月获得“丘泰克来力”杯九球公开赛北京站冠军。最近两年，唐问天与朋友一起学习炒股。而他的兰博基尼是炒股挣的钱，加上唐父赞助的一部分买来的，由于一直没摇到号，唐问天的兰博基尼用的是父亲之前的号牌，但该车的前挡风玻璃上贴着一张临时牌照。该车在2015年2月和3月共有5次违法行为未处理[8][12]。

## 事故经过
根据警方提供的视频监控资料，2015年4月11日晚上8时51分，在北京市朝阳区大屯路隧道北沙滩段，一辆牌照为京N****2的绿色兰博基尼（驾驶人为唐问天）和一辆牌照为京N**458红色法拉利（驾驶人为于沐椿）先后出现在监控画面。两车瞬间开出了监控的视野范围，兰博基尼仅仅用了2秒钟的时间便消失在了监控中，法拉利也紧随其后飞驰而过。当时路面上的积水被跑车的车轮溅起，在车后形成两道明显的水雾。晚上9时15分，红色法拉利突然失去控制，撞向左侧护栏后才慢慢停了下来。此时绿色兰博基尼跑车的车身则已经骑跨在护栏上，整个车头已经彻底损毁，道路上还散落着许多车身碎片。此次事故无人身亡，但有一名乘客受轻伤，后媒体报道称是一名年轻女子。另根据视频显示，两车曾对头行驶，其中兰博基尼倒车行驶，而法拉利则是逆行。另外，据唐问天的母亲李女士供述，经过大屯路隧道大约是在当晚9时30分，当时正在下大雨。而事发前的路面上有一层积水。晚上9时38分，朝阳交通支队亚运村大队的民警接到报警后，赶到了事发现场。
4月12日，北京市公安局交通管理局发布消息称，于沐椿、唐问天在大屯路隧道内驾驶的瞬间最高时速超过每小时160公里，两人涉嫌追逐竞驶违法行为。同日，北京警方以涉嫌危险驾驶罪依法刑事拘留了于沐椿和唐问天。
4月14日，据媒体报道称，受伤的女子已经出院休养。4月29日，媒体报道称，这位受伤的女子姓徐，后被送入306医院接受15天的治疗。但她已经欠下了1万多元人民币的医药费，兰博基尼车主唐家仍未支付这笔钱。
5月4日，北京市朝阳区检察院起诉了因为涉嫌故意超速行驶的于沐椿和唐问天，两人被指控危害公共安全。同日朝阳区人民法院受理了此案。
5月13日，经中华人民共和国交通运输部公路科学研究所司法鉴定中心鉴定，两辆车当时的最高时速在179到215公里之间，超过隧道内的限速三倍甚至更多，属于非法飙车行为。同日，该事故的监控视频及两名肇事司机的采访在北京卫视《平安缘》节目中曝光。
5月15日，此事故的两名肇事司机因刑事拘留期满，被北京市朝阳区中级人民法院取保候审。5月21日，北京市朝阳区人民法院开庭审理此案，经北京市朝阳区人民法院一审判决，被告人于沐椿、唐问天因犯危险驾驶罪，分别被判处4个月及5个月的拘役，并分别处罚金8000元及10000元人民币。两人均表示服从判决，无任何异议并自愿认罪，不上诉。
6月2日，此案宣判后的上诉、追诉期满，判决生效，两名被告人被收监执行，其中于沐椿于9月1日刑期届满释放，而唐问天则于10月2日刑期届满释放。

## 事故之后

### 赔偿
本事故的定损方案已经于4月15日出台。责任人的应付赔偿金额为30万元人民币，包括防火板120平方米、骨架242米、线缆327米、配电箱伴热及接线盒各一套等，但不包括护栏的维修费用。同日，唐问天的母亲李女士称，对损坏的公共设施将会积极赔偿。

### 俱乐部回应
有媒体报道称，这两名肇事司机有加入超跑俱乐部（SCC）。但SCC创始人张宽表示涉事的司机均不是SCC会员。

### 境内媒体评论
事故发生后，有媒体对飙车族所带来的问题进行了评论，其中提到了豪车事故不仅是“速度与激情”，也是“速度与悲情”，而且往往伤及他人。《环球时报》评论称，“两名‘无业’小青年能开豪车‘撞着玩’，舆论场顷刻之间像是打翻了五味瓶”；而《新京报》也发表了评论，表示“有关部门也就不能指望对此‘冷处理’，而应以扎实、细致的态度依法查处”。

### 西方媒体报道和评论
中国大陆以外的媒体，包括联合报系属下的《北美世界日报》、《蘋果日報》、《中国时报》、《南华早报》、英国《每日电讯报》、美国CNN等，都对此事作出了报道和评论，而《洛杉矶时报》则报道称“中国的暴发户对价格高昂的跑车情有独钟，驾驶豪车的有钱年轻人多次在中国成为头条新闻”。

### 网友评论
不少网友对此事作出了评论，有网友还调侃此事件犹如大片，还为该片定了片名《速度与激情8：急速大屯路》。另外，有网友还对大屯路的监控措施作出了怀疑。

## 后续
在事件发生后的4月25日，北京正式开展了打击飙车犯罪专项行动，并将与交管、刑侦、治安等多警种联动。另外，为了防止类似事件再次发生，交管部门在大屯路隧道内加装了4个摄像头，主要用于抓拍超速车辆；另外，在隧道两端入口的每个车道上加设了限速50公里/每小时的标志。

## 相关法律
根据《中华人民共和国刑法》第133条，在道路上驾驶机动车追逐竞驾，情节恶劣的，可以按“危险驾驶罪”逮捕，一旦罪名成立，可处拘役并处罚金。